# Тревико
Тревико (итал. Trevico) — коммуна в Италии, располагается в регионе Кампания, в провинции Авеллино.
Население составляет 1165 человек (2008 г.), плотность населения составляет 117 чел./км². Занимает площадь 10 км². Почтовый индекс — 83058. Телефонный код — 0827.
Покровителем коммуны почитается святой Евпл, празднование 12 августа.

## Демография
Динамика населения:

## Администрация коммуны
- Официальный сайт: https://web.archive.org/web/20120301070007/http://trevico.asmenet.it/